# 4036 Whitehouse
4036 Whitehouse eller 1987 DW5 är en asteroid i huvudbältet som upptäcktes den 21 februari 1987 av den belgiske astronomen Henri Debehogne vid La Silla-observatoriet. Den är uppkallad efter britten David Whitehouse.
Asteroiden har en diameter på ungefär 11 kilometer.